# 松平重長
松平 重長（まつだいら しげなが）は、江戸時代初期の武士。松平重勝の次男。官位は淡路守。

## 略歴
徳川家康の六男・松平忠輝（越後国高田藩）の付家老として、越後三条2万石を与えられた父に付随する。長兄・重忠は将軍家で大番頭を務めていたため、重長が手元に置かれた。
後年、主君・忠輝が改易となるが、その上使を務めたのが弟和泉守勝隆だった。勝隆は、高田より先に三条の父兄の元を訪れ、忠輝除封を報告した。その後、忠輝の家中への申し渡しでは父の重勝と共に、弟とはいえ上使である勝隆に伏し従う形だったと伝わる。